# Саори Аријоши
Саори Аријоши (јап. 有吉 佐織; 1. новембар 1987) јапанска је фудбалерка.

## Репрезентација
За репрезентацију Јапана дебитовала је 2012. године. Са репрезентацијом Јапана наступала је на Светском првенству (2015). За тај тим одиграла је 63 утакмице и постигла је 1 гол.

## Статистика
| Јапан  | Јапан | Јапан |
| Год.   | Ута.  | Гол.  |
| ------ | ----- | ----- |
| 2012   | 5     | 0     |
| 2013   | 8     | 0     |
| 2014   | 17    | 0     |
| 2015   | 12    | 1     |
| 2016   | 7     | 0     |
| 2017   | 0     | 0     |
| 2018   | 14    | 0     |
| Укупно | 63    | 1     |